# (10233) Le Creusot
(10233) Le Creusot ist ein Asteroid des Hauptgürtels, der am 5. Dezember 1997 vom französischen Amateurastronomen Jean-Claude Merlin an der Sternwarte in der Gemeinde Le Creusot (IAU-Code 504) in Burgund (Frankreich) entdeckt wurde.
Der Asteroid wurde am 2. März 1999 nach dem Heimatort des Entdeckers, der Gemeinde Le Creusot in der französischen Region Burgund, benannt.